# Фосс, Кристиан Фридрих
Кристиан Фридрих Фосс (нем. Christian Friedrich Voß; 11 октября 1724, Люббен — 24 апреля 1795, Берлин) — немецкий издатель, в том числе известной берлинской газеты Vossische Zeitung.

## Биография
Кристиан Фридрих Фосс родился в семье люббенского издателя и книготорговца Иоганна Георга Фосса, учился в люббенской городской школе, затем в 1740—1746 годах учился у берлинского книготорговца и издателя газет Иоганна Андреаса Рюдигера и женился на его дочери Генриетте в 1748 году. В том же году Фосс открыл филиал в Берлине на Кёнигштрассе (ныне Ратхаусштрассе). В 1751 году Рюдигер наделил своего зятя Фосса привилегией издания берлинской газеты. С этого времени газета носила неофициальное название «Фоссова газета» (нем. Vossische Zeitung), которое в 1911 году стало официальным. Книжное издательство Фосса публиковало сочинения Лессинга, Фридриха II, Гердера и Жана Поля, а кроме того различные журналы, в том числе Physicalische Belustigungen (1751—1757) и Theatralische Bibliothek Лессинга (1754—1758). Фосс состоял в берлинской масонской ложе.
В 1779 году в дело Кристиана Фридриха Фосса вступил его старший сын Кристиана Фридриха, в 1791 году отец передал ему управление. Сын Кристиан Фридрих умер уже в апреле 1795 года, за два дня до смерти отца. После длительных судебных разбирательств газету Vossische Zeitung унаследовала Мария Фридерика Лессинг, урождённая Фосс и супруга королевского монетного директора Карла Готхельфа Лессинга. Издательство приобрёл Иоганн Даниэль Зандер.